# Élections sénatoriales de 2023 à Saint-Pierre-et-Miquelon
Les élections sénatoriales de 2023 à Saint-Pierre-et-Miquelon sont des élections se déroulant, sous la Cinquième République, dans le cadre des élections sénatoriales françaises de 2023, dans la collectivité d'outre-mer de Saint-Pierre-et-Miquelon, le dimanche 24 septembre.
Elles ont pour but d'élire le sénateur représentant l'archipel au Sénat pour un mandat de six années. Le scrutin majoritaire uninominal à deux tours s'applique dans les circonscriptions élisant un ou deux sénateurs. Pour être élu au premier tour, il faut obtenir la majorité absolue des suffrages exprimés et un nombre de voix égal au quart des électeurs inscrits. À défaut, un second tour est organisé, où la majorité relative suffit. En cas d'égalité des suffrages, le plus âgé des candidats est élu.

## Contexte local
Lors des élections sénatoriales de 2017, Stéphane Artano (Archipel demain) avait battu la sénatrice sortante Karine Claireaux (Ensemble pour construire).
Depuis, tous les effectifs du collège électoral des grands électeurs ont été renouvelés, avec les élections municipales françaises de 2020, les élections territoriales de 2022, et enfin les élections législatives françaises de 2022.
La liste des grands électeurs a été fixée le 16 juin 2023 et contient 39 personnes :
- députés : 1 (Stéphane Lenormand) ;
- sénateurs : 1 (Stéphane Artano) ;
- conseillers territoriaux : 19 ;
- délégués des conseils municipaux de Saint-Pierre et Miquelon-Langlade : 18[2].

Stéphane Artano ne se représente pas aux élections sénatoriales de 2023 et annonce son intention de se retirer de la vie politique au terme de son mandat de sénateur.

## Sénateurs sortants
| Sénateur | Sénateur        | Parti | Fonctions lors de l'élection en 2017 |
| -------- | --------------- | ----- | ------------------------------------ |
|          | Stéphane Artano | AD    | Président du conseil territorial     |

## Présentation des listes et des candidats
Le nouveau représentant est élu pour une législature de 6 ans au suffrage universel indirect par les grands électeurs de la collectivité, dont les 19 conseillers territoriaux. 
À Saint-Pierre-et-Miquelon, le sénateur (avec son suppléant) est élu au scrutin majoritaire à deux tours.
| T/S | Candidats | Candidats                | Parti | Principale fonction                    |
| --- | --------- | ------------------------ | ----- | -------------------------------------- |
| T   |           | Annick Girardin          | CSA   | Conseillère territoriale               |
| S   |           | Arnaud Orsiny            | CSA   | Conseiller territorial                 |
| T   |           | Jacqueline André-Cormier | AD    | Vice-présidente du conseil territorial |
| S   |           | Yannis Coste             | AD    | Vice-président du conseil territorial  |
| T   |           | Patrick Lebailly         | EPC   | Conseiller municipal de Saint-Pierre   |
| S   |           | Karine Claireaux         | EPC   | Conseillère municipale de Saint-Pierre |

## Résultats
|                          | Annick Girardin          | CSA                      | DVC                      | 20 | 51,28 |  |  |
|                          | Jacqueline André-Cormier | AD                       | DVC                      | 17 | 43,59 |  |  |
|                          | Patrick Lebailly         | EPC                      | DVG                      | 2  | 5,13  |  |  |
|                          |                          |                          |                          |    |       |  |  |
| Suffrages exprimés       | Suffrages exprimés       | Suffrages exprimés       | Suffrages exprimés       | 39 | 100   |  |  |
| Votes blancs             | Votes blancs             | Votes blancs             | Votes blancs             | 0  | 0     |  |  |
| Votes nuls               | Votes nuls               | Votes nuls               | Votes nuls               | 0  | 0     |  |  |
| Total                    | Total                    | Total                    | Total                    | 39 | 100   |  |  |
| Abstention               | Abstention               | Abstention               | Abstention               | 0  | 0     |  |  |
| Inscrits / participation | Inscrits / participation | Inscrits / participation | Inscrits / participation | 39 | 100   |  |  |

## Suites
Le 13 septembre 2024, Annick Girardin est déchue de son mandat de sénatrice de Saint-Pierre-et-Miquelon et est déclarée inéligible pour un an par le Conseil constitutionnel, qui lui reproche de ne pas avoir ouvert de compte de campagne,. Le 19 du même mois, le Conseil constitutionnel déclare Patrick Lebailly inéligible pour 3 ans, pour la même raison. Enfin, le 27, le Conseil en fait de même pour Jacqueline André-Cormier pour une durée de un an, la candidate ayant rendu des comptes de campagne, mais avec près de deux mois de retard.